# ヴィシソワーズ

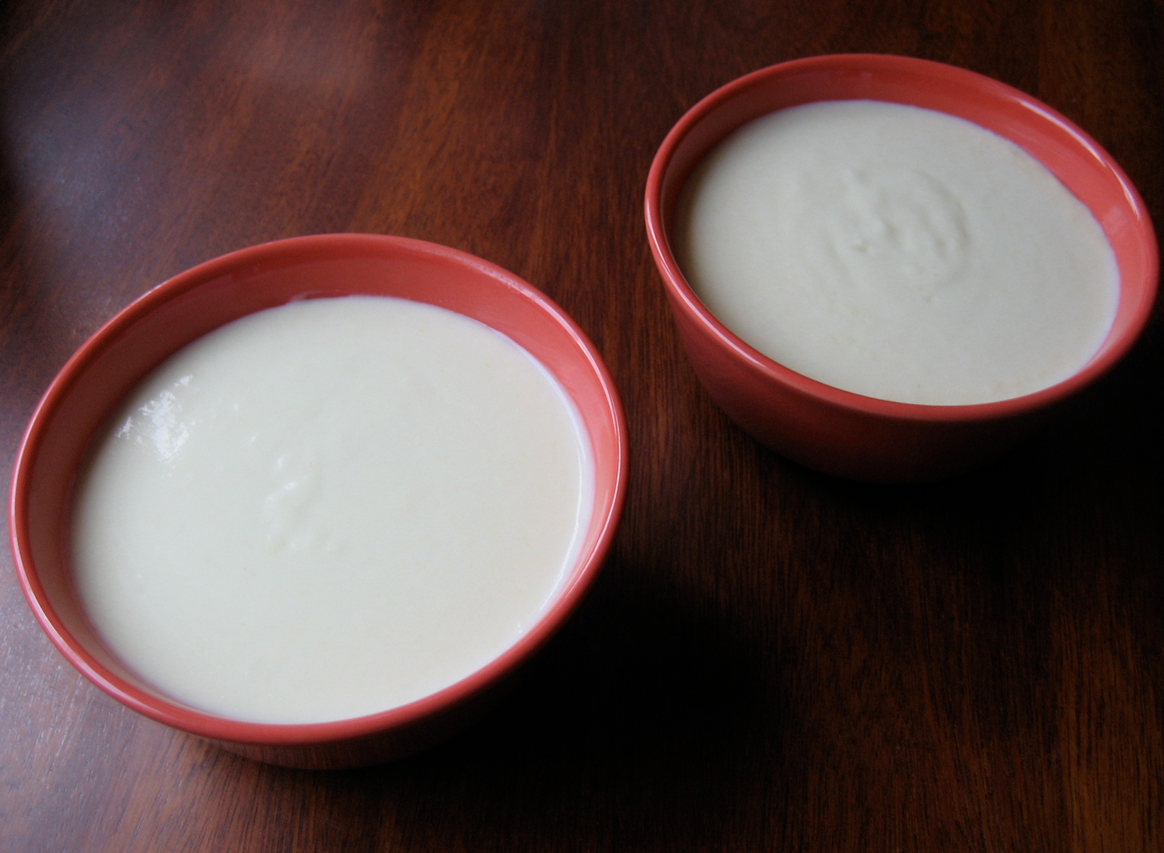
ヴィシソワーズ

ヴィシソワーズ（英: vichyssoise、仏: crème vichyssoise glacée）は、冷たいポロネギ風味のジャガイモのポタージュ。
バターでポロネギ（リーキ）とジャガイモを炒めてからブイヨンを加えて煮、裏ごしして生クリームで伸ばし、冷やす。フランス語の名称は「ヴィシー風冷製クリームスープ」の意。このスープを考案したのはニューヨークのザ・リッツ・カールトンのシェフであったルイ・ディアで、フランスのヴィシー出身だったためにこの名を付けた。
ルイ・ディアは自著『Cooking à la Ritz』において、母が作ったジャガイモとポロネギのスープ「ポタージュ・ボンヌ・ファム（Potage Bonne Femme）」に夏の暑い日、冷たい牛乳を入れてもらった記憶からヴィシソワーズの発想を得たと書いている。1917年6月、ザ・リッツ・カールトンの屋上レストラン「ルーフ・ガーデン（Roof Garden）」のオープンに合わせて導入したメニューだという。
1941年、親ナチス・ドイツであったフランスのヴィシー政権に反対するアメリカ人のシェフ達が、ヴィシソワーズを「クレーム・ゴロワーズ」（Crème Gauloise、ガリア風クリームスープの意。この場合のガリアはフランスを指す）と改名しようとした。しかし、アメリカ国内ではヴィシソワーズの名で既によく知られていたため、この新たな名称は定着しなかった（国際情勢に絡んだ同様の改名の試みについては自由のフライを参照）。
20世紀のアメリカ合衆国で創られたスープの中では、最も有名なものの一つである。